# Sony Xperia E1
Il Sony Xperia E1 è uno smartphone Android di fascia media progettato e prodotto da Sony. Sotto il nome in codice Falcon SS, è stato annunciato il 14 gennaio 2014, insieme al Sony Xperia T2 Ultra. Commercializzata nel primo trimestre del 2014, l'Xperia E1 ha una variante dual SIM chiamata Xperia E1 Dual.

## Hardware
L'Xperia E1 dispone di un display da 4 pollici TFT touchscreen con una risoluzione di 800 x 480 pixel ed una densità di 233 dpi. Possiede una fotocamera posteriore da 3.15 megapixel con HDR, zoom 4x e rilevamento del sorriso. Al suo interno, l'Xperia E1 dispone di un processore Qualcomm Snapdragon 200 da 1.2 GHz, una batteria Li-Ion da 1,750mAh, 512MB di RAM e 4GB di memoria esterna espandibile tramite microSD fino a 32GB. Il dispositivo pesa 120 g, e misura 118 x 62.4 x 12 mm. Il telefono include una radio FM e Bluetooth 4.0.

## Software
Nell'Xperia E1 è preinstallato Android 4.3 (Jellybean) con alcune aggiunte, come le applicazioni Sony's Media (Walkman, Album e Videos). Inoltre, il dispositivo include anche la modalità stamina di Sony che aumenta il tempo di standby del telefono fino a 4 volte. Diverse applicazioni Google (come Google Chrome, Google Play, Google Voice Search, Google Search, Google Maps con Street view e Latitude, Google Talk) sono già preinstallate nel telefono.

## Varianti
| Modello        | Numero del modello | Note  |
| -------------- | ------------------ | ----- |
| Xperia E1      | D2004              | [ 6 ] |
| Xperia E1      | D2005              | [ 6 ] |
| Xperia E1      | D2114              | [ 6 ] |
| Xperia E1 Dual | D2104              | [ 6 ] |
| Xperia E1 Dual | D2105              | [ 6 ] |